# National Thowheeth Jama'ath
Le National Thowheeth Jama'ath (tamoul : தேசிய தவ்கீத் ஜமாத், arabe : جماعة التوحيد الوطنية) (abrégé NTJ ; également appelé National Thowheed Jamath ou National Thowfeek Jamaath) est un groupe terroriste islamiste sri-lankais impliqué dans les attentats de Pâques le 21 avril 2019,.

## Objectif
Selon le New York Times, le groupe vise à propager le mouvement djihadiste mondial au Sri Lanka et à créer la haine, la peur et les divisions dans la société.  Le groupe serait majoritairement composé de jeunes Sri-lankais, fraîchement sortis d’écoles coraniques.

## Historique
Le NTJ s’était fait connaître en 2018 en lien avec des actes de vandalisme commis contre des statues bouddhiques. En 2016, son secrétaire, Abdul Razik, a été arrêté pour incitation au racisme. Le groupe avait fait il y a dix jours l’objet d’une alerte diffusée aux services de police, selon laquelle le mouvement préparait des attentats contre des églises et l’ambassade d’Inde à Colombo. 
Le chef du groupe est Zahran Hashim, un prédicateur qui meurt le 21 avril 2019 en commettant une des attaques suicides des attentats de Pâques après avoir prêté allégeance à l'État islamique.

### Attentat de Pâques de 2019
Après les attentats du 21 avril 2019 au Sri Lanka, le groupe est accusé par le gouvernement srilankais, bien que celui-ci n'ait pas revendiqué l'attaque. C'est l'État islamique qui la revendique le 23 avril.
La ministre sri-lankaise de la Santé, Rajitha Senaratne, a confirmé lors d'une conférence de presse le 22 avril 2019 que les sept kamikazes impliqués dans les attaques presque simultanées étaient des citoyens sri-lankais associés à NTJ, mais les autorités enquêtent sur d'éventuels liens de l'organisation avec des groupes étrangers.